# Castello di Trevozzo
Il castello di Trevozzo è un complesso fortificato sito nel centro dell'omonima frazione del comune italiano di Alta Val Tidone, in provincia di Piacenza. Posto nel fondovalle della val Tidone sulla sponda sinistra del Tidone tra il torrente e la strada statale 412.

## Storia
L'esistenza del castello, la cui costruzione è con tutta probabilità più antica, è documentata per la prima volta in un atto risalente al 1514, quando venne abbruciato con gran danno dai soldati vermeschi di fede ghibellina nell'ambito dello scontro contro le truppe guelfe dei conti Cattaneo, che all'epoca erano proprietari dell'edificio. In precedenza, l'edificio aveva avuto scarsissimo rilievo nell'ambito delle contese politico-militari che avevano interessato la vallata.
Il complesso rimase pertinenza della famiglia Cattaneo anche nei secoli successivi: nel 1659 era possesso di Luca Cattaneo, che in quell'anno ottenne da parte del duca di Parma e Piacenza l’investitura feudale su Trevozzo, incluso il castello, comprensiva del diritto di successione in favore dei propri figli ed eredi maschi, mentre nel 1728 apparteneva a Giuseppe Costa Cattaneo, il quale rinnovò la propria dichiarazione di fedeltà al duca di Parma e Piacenza Antonio Farnese.
Nell'agosto 1773 il castello, che era stato trasformato in un palazzo residenziale, ospitò Maria Amalia d'Austria, moglie di Ferdinando di Borbone, durante il suo viaggio in val Tidone.

## Struttura
In seguito alle trasformazioni operate nel tempo il castello risulta fortemente rimaneggiato rispetto all'aspetto originario a causa delle modifiche per adattarlo a scopo residenziale, alcune delle quali piuttosto arbitrarie. Dell'edificio militare rimangono due torrette angolari a base quadrangolare. L'ingresso porta ancora le tracce degli incastri del ponte levatoio, mentre un colonnato, dotato di arcate e colonne realizzate in granito e posto nel cortile, è stato murato ed inglobato in edificazioni successive.